# Slaget i Femerbält
Slaget i Femerbält, under Karl X Gustavs andra danska krig var en drabbning i Fehmarn Bält mellan svenska flottan under Klas Bjelkenstjerna, som trots underlägsenhet gick en dansk-holländsk eskader till mötes. Striden började kl 1200 på dagen och flottorna passerade varandra två gånger på mötande kurser. Inga fartygsförluster uppstod och personalförlusterna var ringa.